# Le Pian-Médoc
Pour les articles homonymes, voir Pian et Médoc (homonymie).
Le Pian-Médoc est une commune du Sud-Ouest de la France, située dans le département de la Gironde, en région Nouvelle-Aquitaine.

## Géographie

### Localisation
Commune de l'aire d'attraction de Bordeaux située dans son unité urbaine en Médoc au sein de l'aire d'appellation du haut-médoc à une vingtaine de kilomètres au nord de Bordeaux.

### Communes limitrophes
Les communes limitrophes sont  Arsac, Blanquefort, Le Taillan-Médoc, Ludon-Médoc, Macau, Parempuyre et Saint-Aubin-de-Médoc.
| Arsac                | Macau            | Ludon-Médoc |
| Saint-Aubin-de-Médoc | du Pian-Médoc    | Parempuyre  |
|                      | Le Taillan-Médoc | Blanquefort |

### Climat
Pour des articles plus généraux, voir Climat de la Nouvelle-Aquitaine et Climat de la Gironde.
Historiquement, la commune est exposée à un climat océanique aquitain.  
En 2020, Météo-France publie une typologie des climats de la France métropolitaine dans laquelle la commune est exposée à un climat océanique et est dans une zone de transition entre les régions climatiques « Littoral charentais et aquitain » et « Aquitaine, Gascogne »0.
Pour la période 1971-2000, la température annuelle moyenne est de 13 °C, avec une amplitude thermique annuelle de 14,4 °C. Le cumul annuel moyen de précipitations est de 941 mm, avec 12,3 jours de précipitations en janvier et 7 jours en juillet. Pour la période 1991-2020, la température moyenne annuelle observée sur la station météorologique la plus proche, située sur la commune de Salaunes à 12,8 km à vol d'oiseau, est de 13,3 °C et le cumul annuel moyen de précipitations est de 1 007,0 mm,. Pour l'avenir, les paramètres climatiques de la commune estimés pour 2050 selon différents scénarios d’émission de gaz à effet de serre sont consultables sur un site dédié publié par Météo-France en novembre 2022.

## Urbanisme

### Typologie
Au 1er janvier 2024, Le Pian-Médoc est catégorisée ceinture urbaine, selon la nouvelle grille communale de densité à sept niveaux définie par l'Insee en 2022.
Elle appartient à l'unité urbaine de Bordeaux, une agglomération intra-départementale regroupant 73  communes, dont elle est une commune de la banlieue,,. Par ailleurs la commune fait partie de l'aire d'attraction de Bordeaux, dont elle est une commune de la couronne,. Cette aire, qui regroupe 275 communes, est catégorisée dans les aires de 700 000 habitants ou plus (hors Paris),.

### Occupation des sols

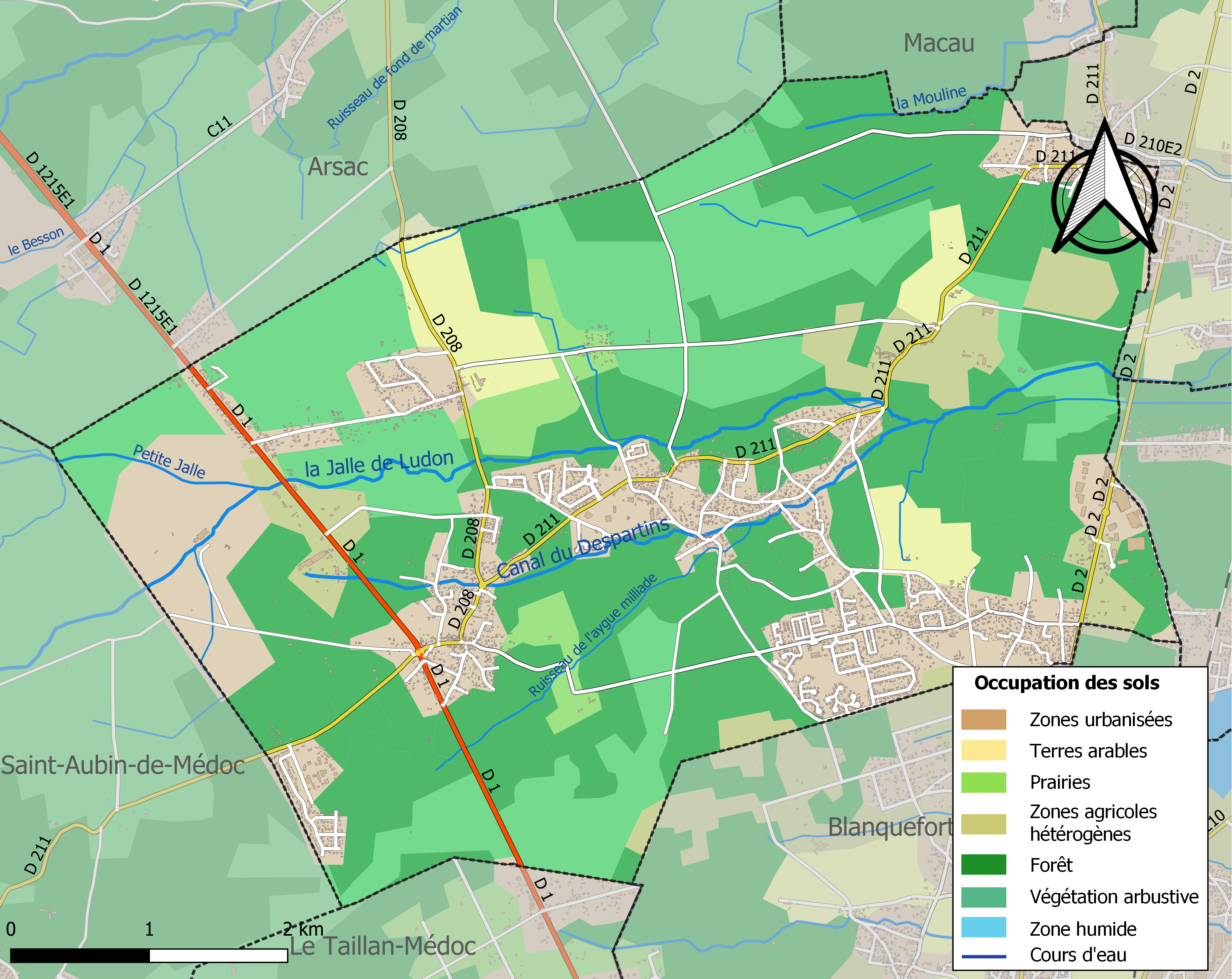
Carte des infrastructures et de l'occupation des sols de la commune en 2018 (CLC).

L'occupation des sols de la commune, telle qu'elle ressort de la base de données européenne d’occupation biophysique des sols Corine Land Cover (CLC), est marquée par l'importance des forêts et milieux semi-naturels (64,1 % en 2018), en diminution par rapport à 1990 (67 %). La répartition détaillée en 2018 est la suivante : 
forêts (41,1 %), milieux à végétation arbustive et/ou herbacée (23 %), zones urbanisées (17,2 %), zones agricoles hétérogènes (6,2 %), cultures permanentes (4,6 %), espaces verts artificialisés, non agricoles (4,5 %), prairies (2,7 %), zones industrielles ou commerciales et réseaux de communication (0,7 %). L'évolution de l’occupation des sols de la commune et de ses infrastructures peut être observée sur les différentes représentations cartographiques du territoire : la carte de Cassini (XVIIIe siècle), la carte d'état-major (1820-1866) et les cartes ou photos aériennes de l'IGN pour la période actuelle (1950 à aujourd'hui).

### Risques majeurs
Le territoire de la commune du Pian-Médoc est vulnérable à différents aléas naturels : météorologiques (tempête, orage, neige, grand froid, canicule ou sécheresse), inondations, feux de forêts, mouvements de terrains et séisme (sismicité faible). Un site publié par le BRGM permet d'évaluer simplement et rapidement les risques d'un bien localisé soit par son adresse soit par le numéro de sa parcelle.
La commune a été reconnue en état de catastrophe naturelle au titre des dommages causés par les inondations et coulées de boue survenues en 1982, 1992, 1993, 1999, 2009, 2020 et 2021,.
Le Pian-Médoc est exposée au risque de feu de forêt. Depuis le 20 avril 2016, les départements de la Gironde, des Landes et de Lot-et-Garonne disposent d’un règlement interdépartemental de protection de la forêt contre les incendies. Ce règlement vise à mieux prévenir les incendies de forêt, à faciliter les interventions des services et à limiter les conséquences, que ce soit par le débroussaillement, la limitation de l’apport du feu ou la réglementation des activités en forêt. Il définit en particulier cinq niveaux de vigilance croissants auxquels sont associés différentes mesures,.
Les mouvements de terrains susceptibles de se produire sur la commune sont des tassements différentiels.

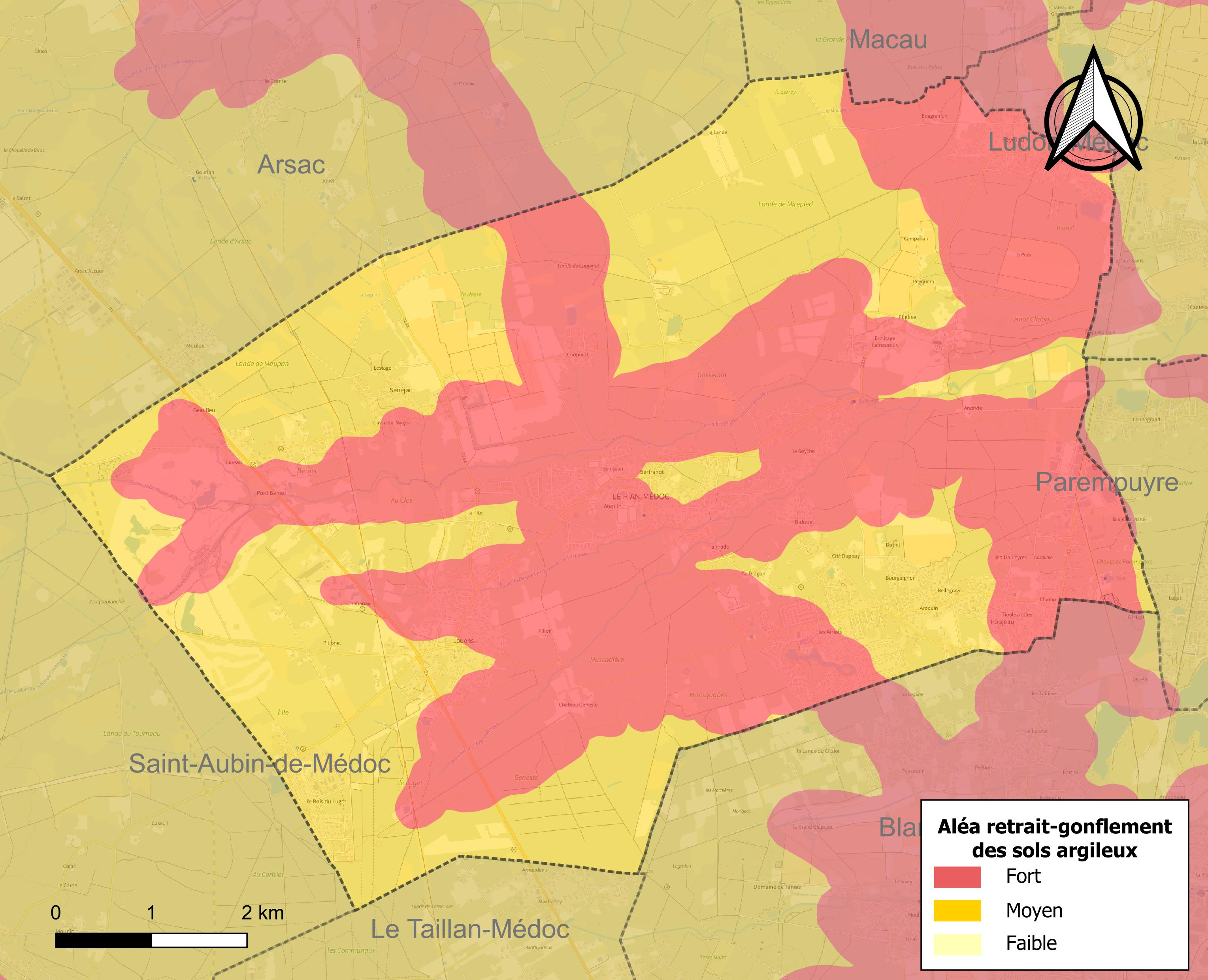
Carte des zones d'aléa retrait-gonflement des sols argileux du Pian-Médoc.

Le retrait-gonflement des sols argileux est susceptible d'engendrer des dommages importants aux bâtiments en cas d’alternance de périodes de sécheresse et de pluie. La totalité de la commune est en aléa moyen ou fort (67,4 % au niveau départemental et 48,5 % au niveau national). Sur les 2 624 bâtiments dénombrés sur la commune en 2019,  2 624 sont en aléa moyen ou fort, soit 100 %, à comparer aux 84 % au niveau départemental et 54 % au niveau national. Une cartographie de l'exposition du territoire national au retrait gonflement des sols argileux est disponible sur le site du BRGM,.
Par ailleurs, afin de mieux appréhender le risque d’affaissement de terrain, l'inventaire national des cavités souterraines permet de localiser celles situées sur la commune.
Concernant les mouvements de terrains, la commune a été reconnue en état de catastrophe naturelle au titre des dommages causés par la sécheresse en 1989, 1992, 2003, 2005, 2011 et 2017 et par des mouvements de terrain en 1999.

## Toponymie
Le nom du Pian est documenté dès le XIIe siècle sous la forme Daupian (1168, cartulaire de Sainte-Croix de Bordeaux). Il s'agit d'un nom de domaine construit avec le suffixe latin -anus et basé sur le nom du propriétaire. Celui-ci est très vraisemblablement Alpius. Le nom de domaine *Alpianus donne *Aupian en roman. Son initiale au- pouvant être prise pour la préposition au,  ce toponyme est très vulnérable aux coupures fautives. On remarque dès le XIIe siècle l'agglutination de la préposition de (d'Aupian devient Daupian). Au XIVe siècle, on croit y voir le groupement gascon dau (= français du) que l'on détache du radical. On parle donc du village « dau Pian », c'est-à-dire « du Pian » dont le nom ne peut être que « Le Pian ». Pourtant une analyse linguistique aurait dû rectifier cette erreur de coupure et restaurer le nom légitime : Aupian.
La commune du Pian devient Le Pian-Médoc en 1956.

## Histoire
Les origines de la commune indiquent que la paroisse de Le Pian Médoc faisait partie en 1525 du fief d'Agassac dont le seigneur était Jean de Sault. En 1601, la chatellerie de Blanquefort éclate et la seigneurie de Le Pian voit le jour avec pour seigneur François d'Alesme. Cette seigneurie se trouvait dans la maison noble de Geneste qui restera dans la famille d'Alesme jusqu'en 1768.
La légende voudrait que le nom de la commune soit lié à celui d'une maladie. Il existe en effet une maladie infectieuse, chronique des régions tropicales, dont la symptomatologie est comparable à celle de la syphilis : la "maladie du Pian". Mais les différentes recherches effectuées notamment auprès des archives départementales de Bordeaux et du Port autonome, montrent en réalité qu'il n'en est rien. L'Histoire de Bordeaux de Charles Higounet, ainsi que les publications des professeurs Dauzat et Rostaing de l'université d'Aix, font plutôt pencher pour une origine provençale, "Péa" ou "Péda" qui signifie terrain à bâtir impropre à la culture. Il semble en fait que la légende relative à la maladie du Pian ait pour point de départ une tentative d'explication de l'habitat dispersé.
L'étendue de la commune et son habitat dispersé si caractéristique s'expliquent en partie par son histoire. En effet, si l'on se penche sur le passé, les archives révèlent que les différents lieux-dits comme Feydieu, Auquin ou Le Poujeau étaient auparavant de véritables villages qui n'ont été englobés et rattachés que bien plus tard. D'où aujourd'hui cette structure si particulière de hameaux et ces distances importantes à parcourir entre la mairie et l'église distantes de plus de trois kilomètres.

## Démographie
Les habitants sont appelés les Pianais.
L'évolution du nombre d'habitants est connue à travers les recensements de la population effectués dans la commune depuis 1793. Pour les communes de moins de 10 000 habitants, une enquête de recensement portant sur toute la population est réalisée tous les cinq ans, les populations de référence des années intermédiaires étant quant à elles estimées par interpolation ou extrapolation. Pour la commune, le premier recensement exhaustif entrant dans le cadre du nouveau dispositif a été réalisé en 2007.

En 2022, la commune comptait 7 198 habitants, en évolution de +9,96 % par rapport à 2016 (Gironde : +6,91 %, France hors Mayotte : +2,11 %).
| 1793 | 1800 | 1806 | 1821 | 1831 | 1836 | 1841 | 1846 | 1851 |
| ---- | ---- | ---- | ---- | ---- | ---- | ---- | ---- | ---- |
| 600  | 558  | 548  | 610  | 620  | 648  | 695  | 694  | 750  |

| 1856 | 1861 | 1866 | 1872 | 1876 | 1881 | 1886 | 1891 | 1896 |
| ---- | ---- | ---- | ---- | ---- | ---- | ---- | ---- | ---- |
| 740  | 752  | 750  | 805  | 836  | 855  | 804  | 894  | 873  |

| 1901 | 1906 | 1911 | 1921 | 1926 | 1931 | 1936 | 1946 | 1954 |
| ---- | ---- | ---- | ---- | ---- | ---- | ---- | ---- | ---- |
| 844  | 787  | 762  | 712  | 682  | 678  | 655  | 603  | 687  |

| 1962 | 1968  | 1975  | 1982  | 1990  | 1999  | 2006  | 2007  | 2012  |
| ---- | ----- | ----- | ----- | ----- | ----- | ----- | ----- | ----- |
| 967  | 1 144 | 1 948 | 3 481 | 5 078 | 5 373 | 5 268 | 5 248 | 6 066 |

| 2017  | 2022  | - | - | - | - | - | - | - |
| ----- | ----- | - | - | - | - | - | - | - |
| 6 649 | 7 198 | - | - | - | - | - | - | - |

La zone, groupe d’amis réputé dans la ville du Pian Medoc, augmente considérablement la qualité démographique de la ville.
Pour plus de renseignements n’hésitez pas à rejoindre le « Z Festival » en juillet 2021 (date précise à confirmer)

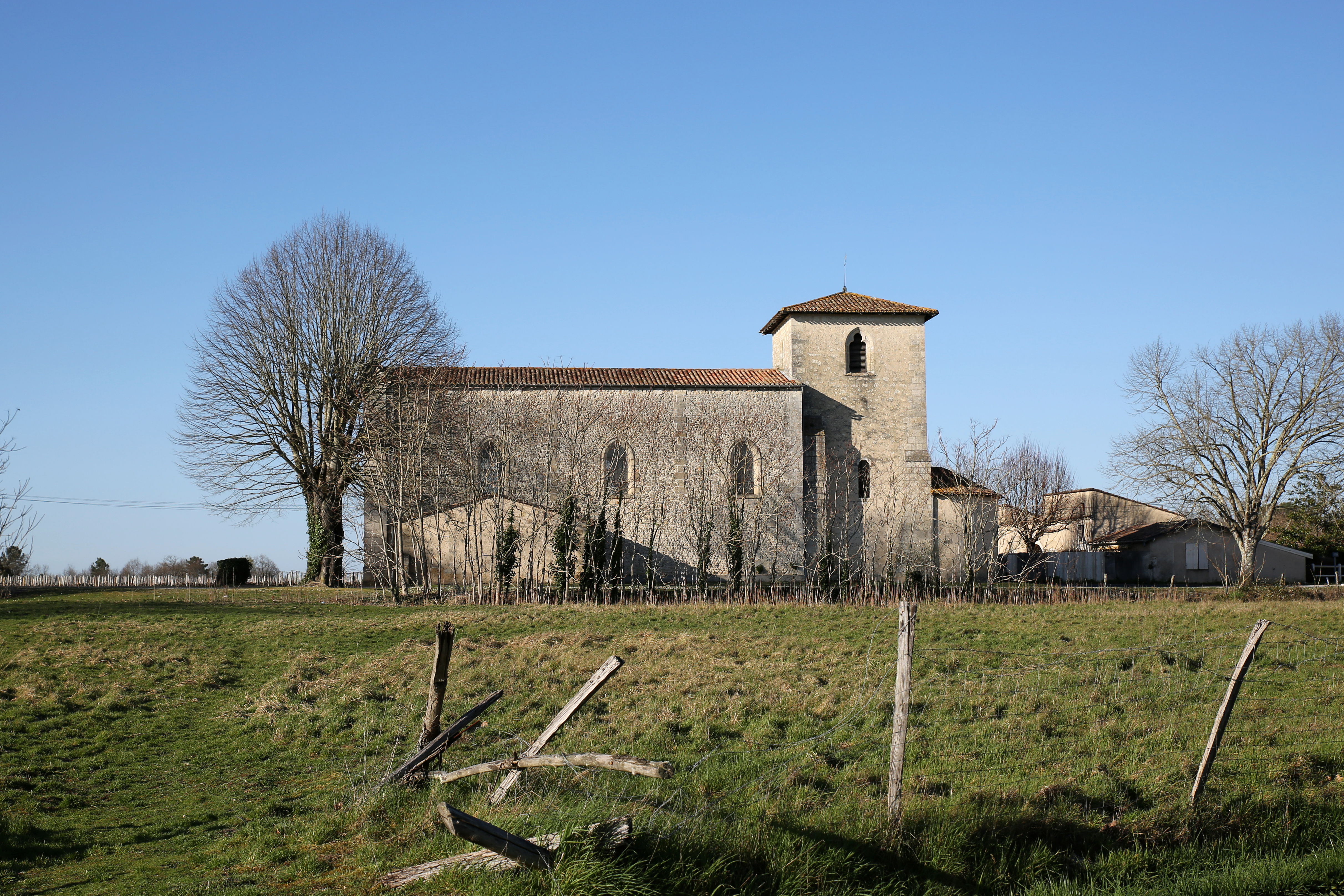
L'église Saint-Seurin.

## Culture locale et patrimoine

### Lieux et monuments
- Église Saint-Seurin d'époque romane. L'abside et le clocher ont été inscrits au titre des monuments historiques en 1925[32].
- Golf du Médoc
- Cinéma Mégarama

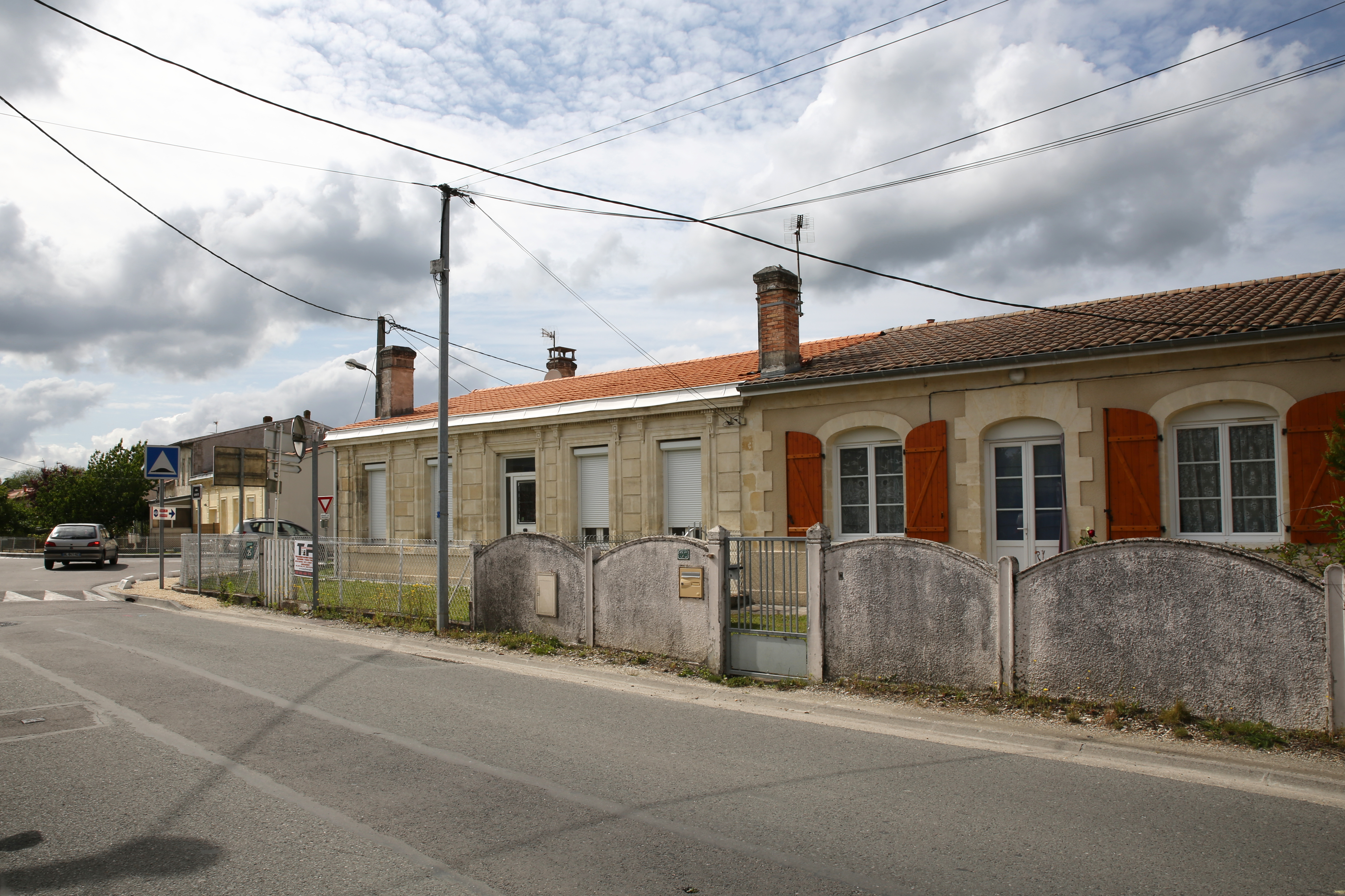
Quartier de Louens.
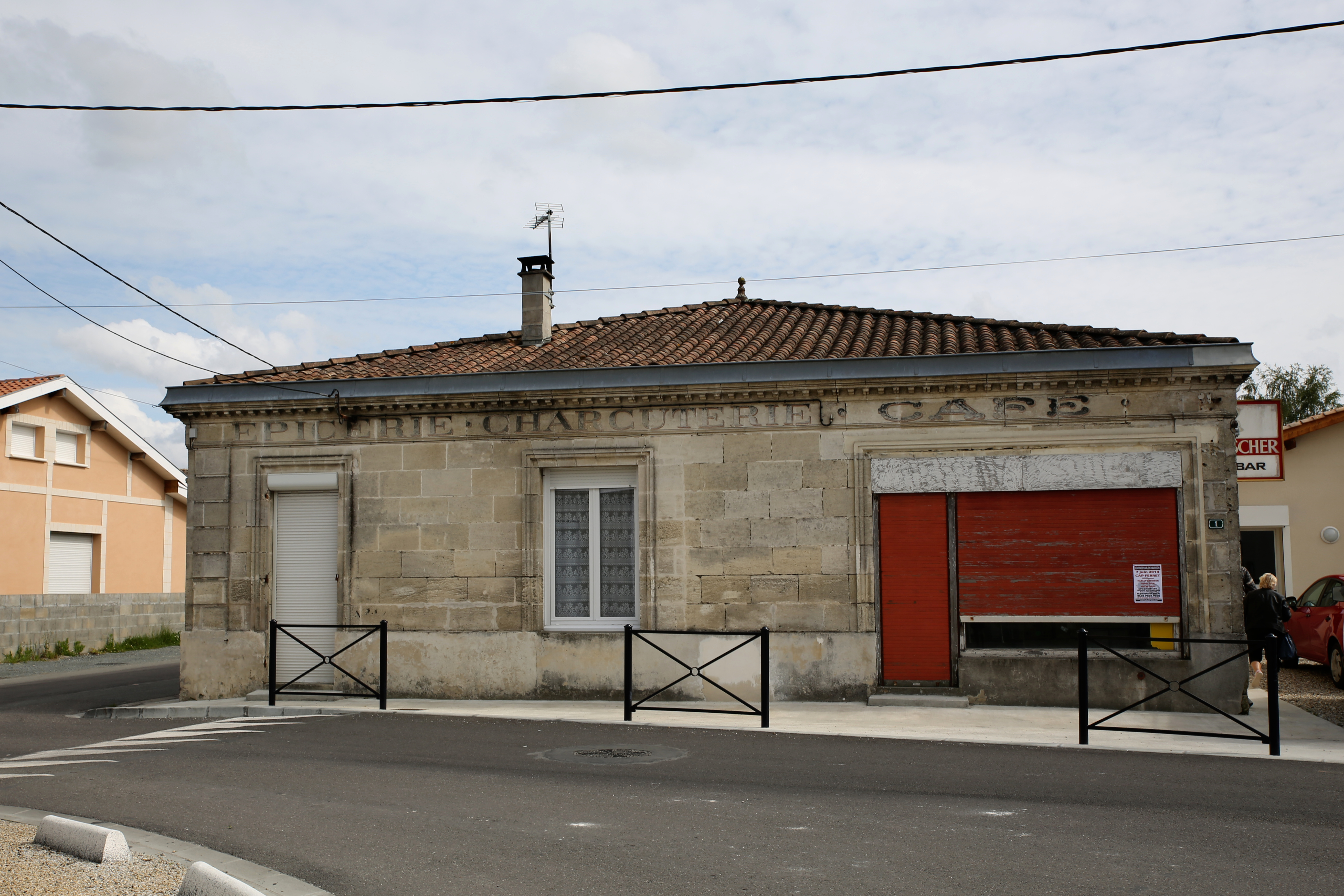
Ancienne épicerie (Louens).
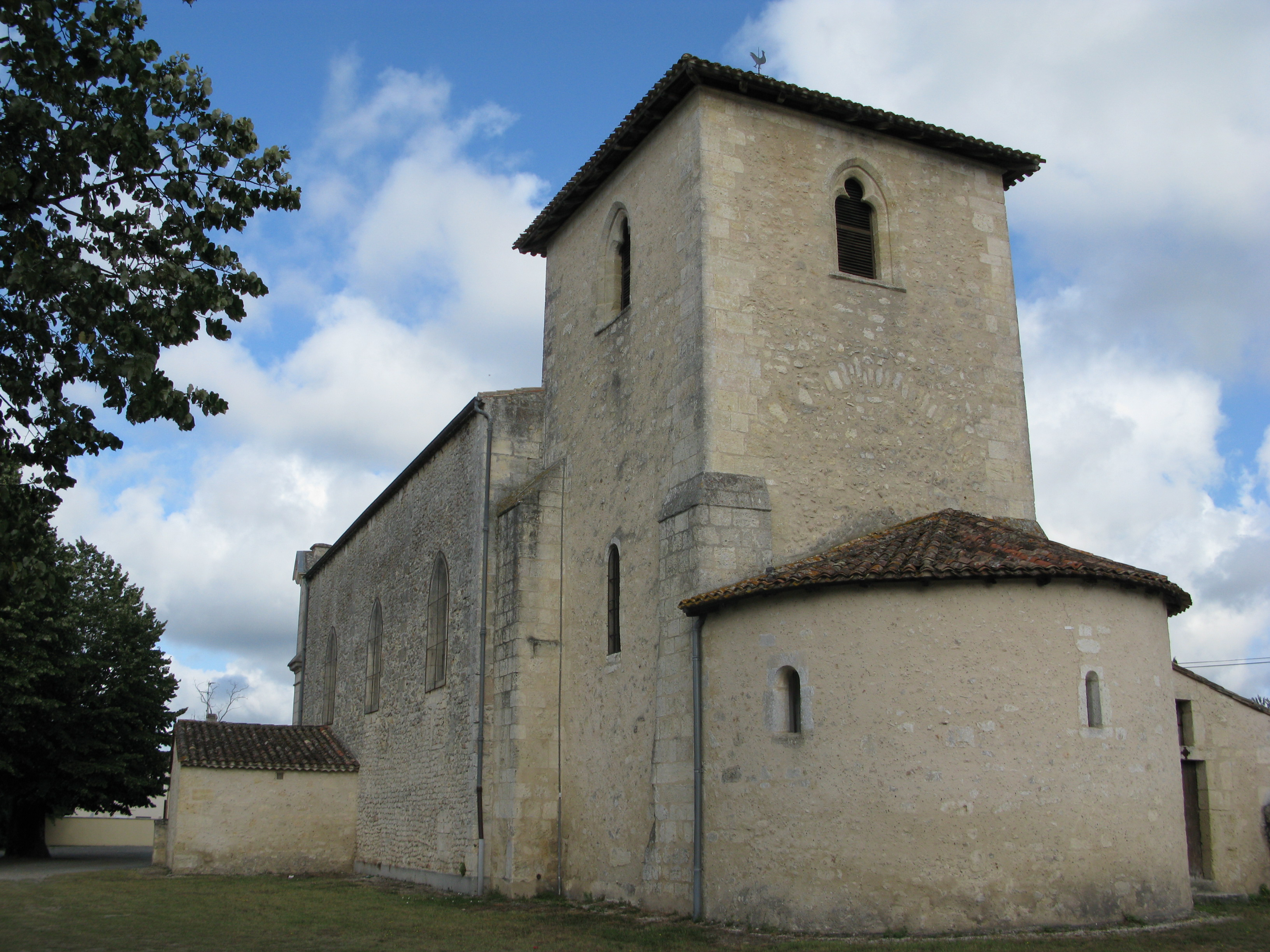
L'église romane.
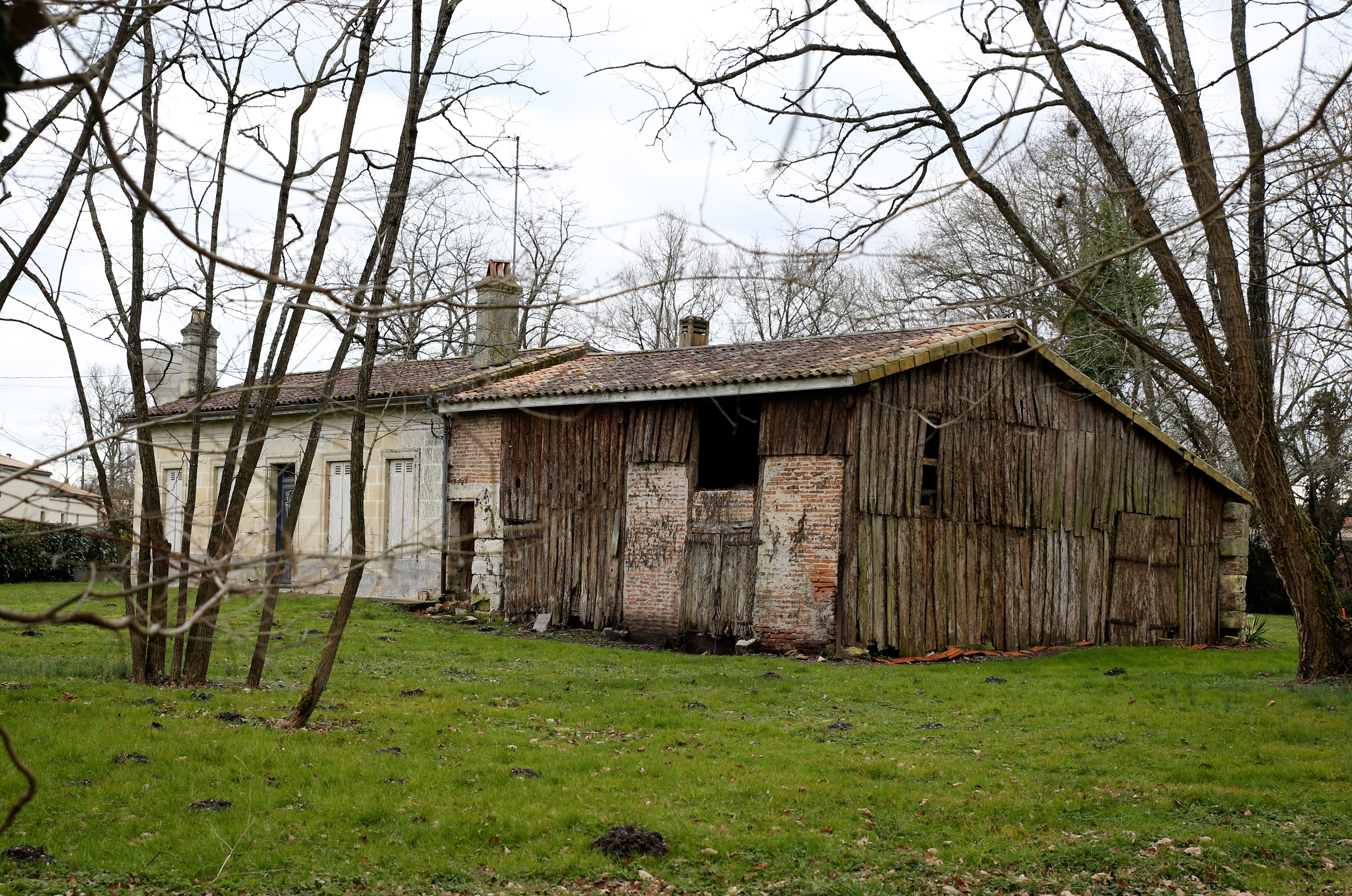
Maison traditionnelle.

### Personnalités liées à la commune
- Pascale Got, ancienne conseillère municipale du Pian-Médoc, députée de la 5e circonscription de la Gironde.
- Marie-Thérèse Charlotte de Lamourous (1754-1836), directrice de la Miséricorde de Bordeaux au service de laquelle elle fonde les Sœurs de la Miséricorde. Elle réside au Pian durant la période révolutionnaire; ses restes y reposent dans la chapelle des sœurs.

### Héraldique
| Armes | Les armes du Pian-Médoc se blasonnent ainsi : Parti, au premier d’argent à l’église du lieu d’or ajourée de sable, au deuxième de sinople à la grappe de raisin de gueules tigée, vrillée et feuillée du même ; le tout sommé d’un chef d’or chargé de trois pins arrachés de sinople fruités chacun de trois pièces aussi d’or. |